# إليجاه إي. أونغر
إليجاه إي. أونغر (بالإنجليزية: Elijah E. Unger)‏ هو سياسي أمريكي، ولد في 1857، وتوفي في 17 أكتوبر 1903.